# Camps-sur-l’Agly
Camps-sur-l’Agly – miejscowość i gmina we Francji, w regionie Oksytania, w departamencie Aude. Na terenie gminy swoje źródła ma rzeka Agly.
Według danych na rok 1990 gminę zamieszkiwało 56 osób, a gęstość zaludnienia wynosiła 2 osoby/km² (wśród 1545 gmin Langwedocji-Roussillon Camps-sur-l’Agly plasuje się na 844. miejscu pod względem liczby ludności, natomiast pod względem powierzchni na miejscu 225.).